# Katie Leclerc
Katie Lynn Leclerc (ur. 6 listopada 1986 w San Antonio w stanie Teksas) – amerykańska aktorka. Pojawiła się w kilku serialach telewizyjnych m.in. Weronika Mars, Fashion House: Kobiety na krawędzi i Teoria wielkiego podrywu. W 2011, otrzymała rolę wiodącą w serialu Switched at Birth, grając rolę Daphne Vasquez.
Katie Leclerc urodziła się w San Antonio w Teksasie, a dorastała w Lakewood w Kolorado. Jest najmłodszą z trójki rodzeństwa. Zaczęła uczyć się amerykańskiego języka migowego w wieku 17 lat, po tym jak dowiedziała się, że ma dolegliwość, która obejmuje utratę słuchu. Jej starsza siostra również uczy amerykańskiego języka migowego. W wieku 20 lat u Katie została zdiagnozowana choroba Ménière’a, czyli zwyrodnieniowa choroba ucha wewnętrznego. Głównymi jej objawami są wahająca się utrata słuchu i zawroty głowy. Zarówno jej ojciec jak i starsza siostra cierpią na chorobę Ménière’a. Objawy nie były obecne w dzieciństwie, więc jej mowa nie została zdefektowana. Używa akcentu w Switched at Birth, żeby podkreślić, że Daphne straciła słuch. Jest zaręczona z Brianem Habecost. Leclerc odkryła swoje zamiłowanie do filmów w siódmej klasie, gdy dostała rolę wiodącą w produkcji Annie. Wtedy przeprowadziła się do San Diego, aby kontynuować zajęcia teatralne w Valley Center High School. Wzięła udział w reklamach Pepsi, Cingular, Comcast, i GE. W 2006 wystąpiła w teledysku „What Hurts the Most” jako student w klasie, nagranym dla zespołu Rascal Flatts . Zaczęła swoją karierę telewizyjną kiedy zagrała rolę gościnną w Veronica Mars. Od tej pory występowała w wielu innych widowiskach telewizyjnych. Jej pierwszą główną rolą był udział w serialu Switched at Birth, gdzie gra Daphne Vasquez, głuchą nastolatkę, która została zamieniona po narodzinach z innym noworodkiem.